# Nemzeti konzultáció

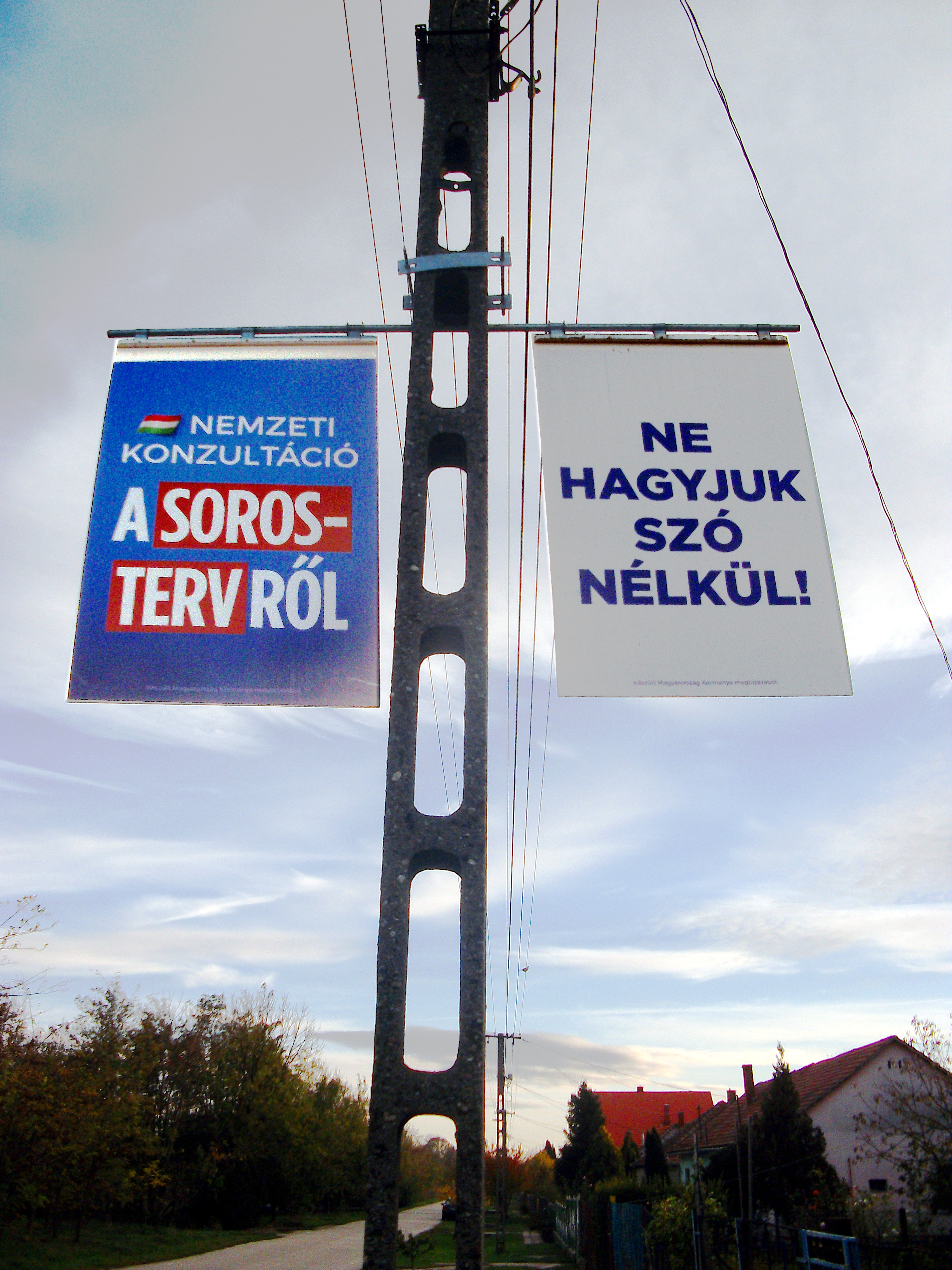
A fiktív Soros-tervvel riogató, Nemzeti Konzultációt hirdető plakátok a Fejér megyei Zichyújfaluban

A nemzeti konzultáció a második Orbán-kormány által intézményesített politikai kérdőív.
A kifejezést Orbán Viktor eredetileg a 2005-ös „országértékelő beszédében” használta abban az összefüggésben, hogy a Fidesz a 2006-os parlamenti választásokat úgy akarja megnyerni, hogy tervezett intézkedéseit a választópolgárokkal folytatott párbeszéd alapján építi fel. Ennek következő lépése volt a 2005. március 9-én megalakult Nemzeti Konzultációs Testület (melynek többek között Pozsgay Imre és dr. Hoffmann Rózsa is tagja volt). Az ezt követő országjáró rendezvénysorozatban a rendezvényeken szóban, kérdőíveken, illetve postai úton kérdezték a választók véleményét politikai és közéleti kérdésekben. A Fidesz tájékoztatása szerint mintegy 1,6 millió emberrel létesítettek kapcsolatot a folyamat során.
A nemzeti konzultáció intézményesítését a megnyert 2010-es magyarországi országgyűlési választás után jelentette be Orbán Viktor miniszterelnök; innentől kezdve 2015-ig a Miniszterelnökség által felügyelt kérdőíveken postázták ki a nemzeti konzultációs kérdőíveket. A kiértékelést a Közigazgatási és Elektronikus Közszolgáltatások Központi Hivatala (KEK KH) végezte.
2015. októbertől az újonnan alakult Miniszterelnöki Kabinetiroda vette át a nemzeti konzultációkkal kapcsolatos feladatokat.

## A konzultációk
2010 szeptemberében nyugdíjasok kaptak levelet, ahol a nyugdíjakkal és támogatásokkal kapcsolatos kérdőíveket küldtek ki. A több mint 2,8 millió példányban elküldött kérdőívekből mintegy 200 ezer válasz érkezett vissza, a Miniszterelnökség közlése szerint csak az elkészítés és kiküldés 220-230 millió forintba került, melyet a Fidesz tájékoztatása szerint a párt önállóan fizetett.
2011 februárjában készült el az „Állampolgári kérdőív az Alaptörvényről” megnevezésű kérdőív, melyhez a kormány tájékoztatása szerint mintegy 920 000 válasz érkezett. A kérdőívek teljes költsége 750-800 millió forint volt, melyet már a Miniszterelnökség központi forrásokból fedezett.
2011. május 1-jén indult a „Szociális konzultáció”, melyet a hivatalos tájékoztatás szerint több mint egymillióan küldtek vissza. A kérdőív tíz kérdése az idősekkel, a devizahitelesekkel, a közműszolgáltatókkal, oktatási támogatásokkal kapcsolatos kérdéseket tartalmazott. A költség itt is a hivatalos források szerint 750-800 millió forint között mozgott.
A kérdőívvel kapcsolatban az adatvédelmi biztos, Jóri András (posztját később megszüntették) határozatban rendelte el a kérdőíveken szereplő személyes adatok törlését, mivel az az adatvédelmi törvény megsértésével megszemélyesített, a politikai vélemény körébe tartozó különleges adatok kezelését valósította meg.
2012 szeptemberében a „Gazdasági konzultáció” nevű kérdőívet küldték ki, melyből a hivatalos források majdnem 700 ezer visszaküldött ívről beszéltek. A kérdőívek adózással, járulékokkal, a nagyvállalatokkal és közműcégekkel, a minimálbérrel és nyugdíjakkal, a devizahitelesekkel kapcsolatos kérdéseket tartalmaztak. A konzultációra a kabinet 976 millió forintot csoportosított át.
2015 májusában küldték ki a „bevándorlásról és a terrorizmusról szóló nemzeti konzultációs kérdőívet”, melyet a kiküldött több mint 8 millió példányból egymillió körüli számban küldtek vissza. A kérdőív a terrorizmussal, menekültekkel, bevándorlókkal, az Európai Unióval kapcsolatos kérdéseket tartalmazott. 1,34 milliárd forintos költsége először haladta meg az egymilliárd forintos határt.
2017 áprilisában az „Állítsuk meg Brüsszelt!” című konzultációs kérdőív nyomdai költsége nettó 68,1 millió forintba került, míg a postai költségek nettó 881,5 millió forintot tettek ki. Április elejétől kezdve valamivel több mint 100 000 kérdőívet küldtek vissza. Az Európai Bizottság  összeállított egy válaszkiadványt, amelyben tételesen cáfolták a magyar kormány  konzultációs kérdőívén szereplő és rájuk vonatkozó állításokat. Bár a „konzultáció” teljes költsége ”csupán” 1,3 milliárd forint körül mozgott, ehhez szervesen hozzá tartozott a további 7,2 milliárd forintba kerülő, szintén közpénzből finanszírozott intenzív kormányzati propagandakampány.
2017 őszén a „STOP Soros” című kérdőívet küldték ki. Erre érkezett be arányaiban a legtöbb válasz (8 millió kiküldött levélre a kormány állítása szerint majdnem 2,4 millió válasz érkezett). Itt a költség meghaladta a 2 milliárd forintot, míg a kísérő kormányzati reklámkampány 7,5 milliárd forintba került.
2018 ősszel a „Családvédelmi” konzultációs kérdőív került kiküldésre, ezúttal papír forma mellett online is. A kormány nyilatkozatai alapján ezt 1,3 millióan válaszolták meg, de ezt a számot árnyalja az, hogy kiderült, hogy a konzultáció online felületén azt bármilyen néven bármennyiszer meg lehetett válaszolni. Ez a kampány 2,2 milliárd forintba került.
2020 júniusban a kérdőív címe „A koronavírusról és a gazdaság újraindításáról” volt. Az íveket a kormány közleménye szerint 1,7 millióan töltötték ki. A teljes kampány (nyomtatott és online sajtó, rádió, tévé, hirdetések és plakátok) majdnem 11,5 milliárd forint közpénzt emésztett fel, ami a konzultációk sorában 2022-ig a legmagasabb volt.
2021 februárban „A járvány utáni nyitásról” címen jelent meg a kiadvány. Bár ezt a kérdőívet már csak online publikálták, tehát kitöltése elvileg sokkal könnyebb és gyorsabb volt, mégis ez kapta az egyik legkevesebb, 528 ezer választ, elemzők szerint azért, mert a Fidesz tömegbázisának jelentős része városokon kívüli idősekből áll, akik kevésbé járatosak a digitális technikákban. Az online megvalósítás ellenére így is több mint 5,7 milliárd forintba került a reklámköltségekkel együtt.
2021 nyarán rendezték a „Járvány utáni életről” szóló konzultációt, melyet 1,4 millióan töltöttek ki (83% postai úton és 17% online). A költsége 6,2 milliárd forint volt.
2022 októberében jelentette be az Orbán kormány szóvivője, hogy „az energetikai szankciókról” szóló nemzeti konzultációt terveznek indítani azon témákban, melyeket a kormány már szeptemberben megszavazott.
A Hírklikk számos forrásra támaszkodó gyűjtése szerint 2010 és 2021 között a kormány több mint 50 milliárd forintot költött a nemzeti konzultáció formájú politikai kommunikációjára.
2023 novemberében a „Szuverenitásunk védelméről” című kérdőívet küldték ki. A konzultációs íveket kb. másfél millióan töltötték ki.[forrás?] Az eredetileg 7 hétig tervezett kampányt a viszonylag kevés válasz miatt egy héttel meghosszabbították, 2024. január 17-ig. A kormány demagóg propagandakérdései ellen és a valódi kérdésekben történő párbeszéd mellett az aHang, az Egységes Diákfront és a Szikra Mozgalom a kitöltetlen kérdőívek gyűjtésével tiltakozik. Január 8-ig több mint negyedmilliót gyűjtöttek össze a tervezett 1 millióból; a gyűjtést a hónap végéig folytatják.
A 14. nemzeti konzultációs kérdőíveket 2024. novemberében kezdték postai úton megküldeni a lakosság részére. Ezen konzultáció központi tényezője az új gazdaságpolitikáról szóló kérdéskör, címe „Magyarország meg tudja csinálni”. A konzultáció főbb pontjai gazdaságpolitikai kérdések, miszerint a sikerhez „gazdasági semlegességen” keresztül vezet az út, továbbá a 13. havi nyugdíj megvédése, a bérnövekedési és családpolitikai kérdések, a KKV támogatási rendszere és a megfizethető lakhatás kérdésköre is központi helyen szerepelt. A konzultációs ívek összesen 11 kérdést tartalmaznak. A kérdőív november végétől online is kitölthető lett. A konzultáció december 20-án zárult le, 1.350.690  ember mondta el a véleményét. ( 1.188.067-en postai úton küldték meg válaszukat, 162.623-an online formában vettek részt benne) A konzultációban feltett kérdésekre ismételten igen magas százalékban (95-99% közötti arányban) a kormány álláspontjával egyetértő válaszok érkeztek vissza.

### Nemzeti konzultáció a Soros-tervről
Soros György amerikai üzletember nemcsak pénzügyi tevékenységet folytat, hanem aktív politikai tevékenység is jellemzi munkáját, egy régebbi kijelentésében meg is kísérelte kifejteni doktrínáját politikájának lényegéről. A világnak vezetésre van szüksége. A múltban betöltöttük e szerepet, ma azért olyan erősek az Amerika-ellenes érzelmek, mert jelenleg nem tesszük A magyar kormány 2017 októberében újabb nemzeti konzultációt indított Sorosnak az európai menekültügyi rendszer újjáépítéséről kidolgozott gondolatairól, az úgynevezett „Soros-terv”-ről, amelyben a kormány álláspontjával ellenkező célokat határozott meg. A nemzeti konzultáció pontjai sokak által vitatott állításokat tartalmaztak – esetenként éppen Soros Györgynek a migrációs válság megoldását célzó, a válsághelyzet többszöri módosulása miatt többszörösen módosult javaslataival ellentéteseket. A kérdőív kitöltői az egyes pontokról dönthetik el, hogy támogatják-e azt, vagy nem. A Magyar Idők című újság szerint akár választási főpróbává is válhat a kormányt bíráló ellenzék számára ez a nemzeti konzultáció. Tuzson Bence kormányzati kommunikációért felelős államtitkár pedig a Soros-tervről tartott nemzeti konzultáció jelentőségét hangsúlyozta azzal, miszerint a felvetett kérdések akár kétszáz évre meghatározhatják Magyarország sorsát.

#### A „Soros-terv” a kormányzati kommunikációban
A kormány kérdőívének szerkesztése során figyelembe vette a nemzetközi sajtóban publikált írásokat és egyéb dokumentumokat, amelyek  alapján a kormány szerint, Soros György „A nyílt társadalom avagy a globális kapitalizmus megreformálása” című 2001-ben magyarul is megjelent könyvében megfogalmazott célokat szeretné elérni. Könyvében arról írt, hogy alapvető célja a globális nyílt társadalom létrehozása. Erről a fogalomról magyarul, a Soros Alapítvány 20 éves évfordulóján 2004. november 5-én hangzott el egy előadás Kis János filozófus részéről. Ismertette, hogy a nyitott társadalomban egyetlen vallás, egyetlen világnézet, életfelfogás, egyetlen kultúra sem törekedhet kizárólagosságra. A Kormányzati Tájékoztatási Központ szerint Soros György az európai bevándorlással kapcsolatos problémák megoldását célzó terveit és elgondolásait nyilvános fórumokon tette közzé, és azok az uniós előterjesztések is hozzáférhetőek mindenki számára a világhálón, amelyekben szerepelnek a konzultációs kérdésekben megfogalmazott elképzelései:
- George Soros: Rebuilding the Asylum System (Project Syndicate – 2015.09.26.)[26]
- George Soros: By failing to help refugees Europe fails itself (Financial Times – 2015.07.26.)[27]
- Andras Gergely: Orban Accuses Soros of Stoking Refugee Wave to Weaken Europe (Bloomberg – 2015.10.30.)[28]
- George Soros (Brüsszel, 2016.07.30.)][29][30][31]

Navracsics Tibor uniós biztos 2017 novemberében erről úgy nyilatkozott, hogy az Európai Bizottságban nincs szó Soros-tervről, fel sem merült még munkaterv szintjén sem. Mint mondta: „Én értem, hogy a magyar kormány arra az egy vagy két újságcikkre alapozza, amit Soros György írt a migrációs válság kezelésére 2015 őszén.”
2017 novemberében a Nyílt Társadalom alapítvány magyarországi szóvivője Soros György nevében rendre cáfolta az úgynevezett Soros-tervvel kapcsolatos nemzeti konzultáció kérdésként megfogalmazott állításait.
Maga Soros György a Financial Timesben azt nyilatkozta, hogy a tervének lényege nem az, amit a „magyar kormány propagandája” állít, hanem az, „hogy ez az elosztás tisztán önkéntes lenne, vagyis ez homlokegyenest ellenkezik azzal, amivel propagandakampányában a magyar kormány engem vádol”
2017. november 20-án Soros saját honlapján – magyar nyelven is olvasható – közleményt jelentetett meg a magyar kormány nemzeti konzultációs kérdőívéről és a megoldási terveiről: „Aggódó polgárként Soros György rendszeresen közöl kommentárokat világszerte, amelyekben több témában is kifejti véleményét és megoldásokat szorgalmaz, ideértve a migrációs válságot is.” Ezt követően interjút adott a The Financial Timesnak, amelyben kijelentette: „Nem maradhattam többé csendben, mert attól félek, hogy a titkosszolgálati nyomozás azt jelenti, hogy nemcsak a szervezeteket, hanem azoknak a vezetőit egyénileg is üldözni fogják.”
2017. november 24-én Hadházy Ákos, miután alkalma nyílt egy alkalommal betekinteni a kormány állítása szerint 1 millió 754 ezer 128 darab visszaküldött nemzeti konzultációs ívet feldolgozó nyilvántartás  működésének egy részébe, bejelentette, hogy véleménye szerint jóval kevesebb válasz érkezett, mint amennyi a kormányzati kommunikációban szerepel. Másnap a Fidesz egy ehhez nem kapcsolódó közleményben perrel fenyegette meg Hadházy Ákost.
2017. december 2-án Dömötör Csaba sajtótájékoztatóján bejelentette, hogy a visszaküldési határidőig jóval több mint kétmillió ember küldte vissza a postai vagy internetes úton kitöltött kérdőíveket az államtitkot képező Soros-tervről, amit minden idők legsikeresebb konzultációjaként értékelt.
2017. december 5-én bejelentették, hogy végül több mint 2,3 millió kitöltött kérdőív érkezett be.
Az Országgyűlés 2017. december 7-ei nemzetbiztonsági bizottsági ülésén Németh Szilárd azt bizonygatta, hogy létezik ilyen terv; állítását különböző indoklással – mint például egyes civil szervezetek elleni vádakkal – támasztotta alá. Az erről szóló nemzetbiztonsági jelentést azonban indoklás nélkül 2037-ig titkosították. A civil szervezetekre vonatkozó vádak miatt (a konzultáció 5. pontja) a Magyar Helsinki Bizottság személyiségi jogi pert indított a Miniszterelnöki Kabinetiroda ellen, melynek során a bíróság a kormányszervet pénzbírságra és bocsánatkérésre kötelezte.

#### A konzultáció lezárása
A néhány tízezerrel egymástól eltérő harmadik, „végleges”nek tekinthető hivatalos kormányzati információt Rogán Antal a Miniszterelnöki Kabinetiroda vezetője 2017. december 11-én mutatta be, azt a „közjegyzői okiratot, amely ismertetése szerint hitelt érdemlően és egyértelműen igazolja, hogy a postától december 5-ig 2 millió 171 500 nemzeti konzultációs kérdőív érkezett be. Így az elektronikusan kitöltött ívekkel együtt csaknem 2 millió 300 ezren mondták el a véleményüket.” Bejelentette azt is, hogy a konzultáció eredménye arra kötelezi a kormányt, hogy olyan határozott intézkedéseket foganatosíthat, amelyekkel Soros György „tervének” végrehajtása megakadályozható lesz Magyarországon és az EU területén is. Hadházy Ákos ellenzéki politikus azonban, aki személyesen nézte meg a beérkezett kérdőíveket három helyszínen azt állította, hogy semmilyen kimutatást sem tudtak mutatni, és a megtekintett dobozok alapján legfeljebb 900 ezer lehetett bennük. Szerinte a közjegyző nem hitelesíthet olyan folyamatot, ahol nem volt jelen. A magyar kormány  ismeretlen tettes ellen feljelentést tett: a nemzeti konzultáció hitelességét rontó megnyilvánulások, illetve becsület csorbítására alkalmas hamis felvételek készítése és nyilvánosságra hozatala miatt.
2017. december 14-én reggel Orbán Viktor, nyilatkozata szerint hátizsákjában a konzultáció eredményével, „kétmillió-háromszázezer ember véleményével” Brüsszelbe utazott, az európai uniós csúcstalálkozóra. Orbán Viktor szerint, az említett csúcstalálkozón kiderült, hogy az úgynevezett „Soros-tervben” körvonalazódott terv szerint, a vezető európai politikusok közül jó néhányan be akarják hozni az úgynevezett migránsokat Európába, és utána pedig kötelező erővel szét akarják osztani. Így Magyarországra is akarnak betelepíteni idegeneket, migránsokat.
Donald Tusk bejelentette, hogy nem sikerült megállapodásra jutni a menekültválság kezelésére kidolgozott kvótarendszerrel kapcsolatban, mert az erős nyugati államok, Németország és Franciaország továbbra is a kötelező kvótarendszer fenntartását támogatják; a közép-európai országok viszont semmilyen engedményre sem hajlandók a megegyezés érdekében sem.

## A konzultációk módszertana
Mivel a konzultációk nem közvélemény-kutatási, hanem egyszerű politikai kérdőív formában kerülnek megszervezésre, így sem a kérdések összeállításában, sem kiértékelésének módjában nem jelennek meg közvélemény-kutatással kapcsolatos szakmai szempontok. A kérdőívek kiértékelésének módszertana ismeretlen és átláthatatlan. (2015 februárjában a Miniszterelnökség megtagadta a feldolgozási adatok és a feldolgozás körülményeinek nyilvánosságra hozatalát, majd 2016 januárjában a Fővárosi Törvényszék egy magánszemély által kezdeményezett perben első fokon kötelezte a jogutód Miniszterelnöki Kabinetirodát a közérdekű adatok kiadására, amit a Kabinetiroda a Fővárosi Ítélőtáblánál megfellebbezett.)

## A konzultációk kritikája
A HVG megbízásából készített Medián-felmérés szerint a közvélemény az alkotmányozásról szóló kérdőíveket nem tekintette valódi beleszólási lehetőségnek. Az ELTE Társadalomtudományi Karának intézetigazgatója a kérdőívet zavaros munkának nevezte, melynek összeállítása nem felel meg a szakma szabályainak; megállapította, hogy annak egyes kérdései sugalmazóak, másoknál a megfogalmazók „elfelejtették, hogy a válaszolók nem mind jogászok”.
A 2000 folyóiratban Szilágyi Ákos Vezérdemokrácia vagy cezarizmus? tanulmányában (2015) az Orbán-kormányt „cezarizmus felé menetelő vezérdemokráciá”nak nevezte (Max Weber kifejezésével), amely a pártok és parlament fölötti hatalmát arra használja, hogy felszámolja a társadalom politikai és kulturális sokféleségét (a pluralizmust), megszüntesse a politikai versengést (vagy csak puszta látszatként őrizze azt meg). Ennek részeként a népszavazás intézményét korlátozta, és tulajdonképpen kivezette az alkotmányból, miközben a parlamenti szavazásokat – amelyek alapján hatalmát gyakorolhatja – népszavazásként állítja be („fülkeforradalom”), és legitimitását megpróbálja a népszavazásként beállított nemzeti konzultációkra adott válaszokból meríteni, mondván: az a népakarat. Szilágyi párhuzamot állít a nemzeti konzultáció és a Harmadik Birodalom 1933-as „Gesetz über die Volksabstimmung” törvénye között, mert Hitler „vezérállamában" is korlátozták a népszavazást, csak szimbolikus értelme maradt, mivel csak a kormány kérdezhette meg a népet, hogy valamely intézkedést helyesel-e vagy sem. Később a Hírklikk hírportálon megjelent cikk (2021) már egyenesen azzal vádolta Orbán Viktort, hogy a nemzeti konzultáció ötletét kifejezetten a náci Németországtól vette át.
A bevándorlásról szóló kérdőíven szereplő kérdésekről a migrációval foglalkozó szociológusok, kutatók nagy csoportja úgy foglalt állást, hogy „minden szakmai és morális megfontolást nélkülöznek” és arra kérte a kormányt, hogy a politikai kampányt állítsa le.
A kérdőívről a közvélemény-kutató szakma egy része, illetve társadalomtudósok nyilatkozták, hogy a nemzeti konzultációk „közvélemény-kutatásnak álcázott mozgósító célú politikai kommunikációs eszközök”, melyek nélkülözték a közvélemény-kutatások szakmai szabályainak betartását. Kiemelték többek között, hogy a kérdések feltevése sok esetben manipulatív és sugallja a választ, a válaszokból gyakran kettő az elfogadásról és egy az elutasításról szól, a kérdések sorrendje manipulatív és fokozatosan kapcsolatot sugall nem összefüggő jelenségek között, valamint a válaszokat visszaküldők nem reprezentatív módon képviselik az összes érintett állampolgárt. Összességében a tudósok, tanárok és kutatók szerint a nemzeti konzultáció manipulációra alkalmas és rontja a közvélemény-kutatás hitelességét, illetve hamis látszatot kelt az állampolgárokban.
A kérdőívek online kitöltésével a kormány egyrészt megszerzi a szimpatizánsai e-mail-címét, akiket ilyen módon mozgósítani tud, másrészt a kitöltés fontos ellenőrzéseket nélkülöz, például azonos IP-címről akárhány válasz beküldhető, továbbá nem ellenőrzik az e-mail-címek valódiságát, így a beküldések száma irreálisan magas is lehet. A 2017 októberi nemzeti konzultáció 7,2 milliárd forintba kerül.
2017. november 8-án  az Európai Parlament elnöki értekezletén szóba került a Soros-tervről folytatott nemzeti konzultáció, ahol a képviselőcsoportok vezetői és a parlament elnöke tárgyaltak stratégiai ügyekről. Guy Verhofstadt kérésére az EP elnöke, Antonio Tajani arra fogja kérni a magyar kormányt, hogy állítsa le a konzultációt, személyesen egyeztet majd az EU göteborgi csúcsértekezletén (2017.11.17.) Orbán Viktor miniszterelnökkel, kabinetfőnöke pedig telefonon egyeztet majd a magyar uniós nagykövettel. (Verhofstadt a Twitteren azt írta, hogy megdöbbentette, hogy az összes magyar háztartás ezt a populista, migráns- és Soros-ellenes propagandát kapja Orbántól. A kormány részéről a Miniszterelnöki Kabinetiroda parlamenti államtitkára, Dömötör Csaba Verhofstadt kritikájára adott válasz helyett így nyilatkozott: szerinte Verhofstadt egyértelműen támogatja azokat a javaslatokat, amelyekről a konzultáció szól, pl. azzal, hogy arra kérte a magyarokat, szavazzanak igennel a 2016-os magyarországi népszavazáson, így ezek után a konzultációban szereplő terveket letagadni „terebélyes arcátlanság”.)
2020. szeptember 9-én Hadházy Ákos független országgyűlési képviselő osztott meg közösségi oldalán egy olyan videót, amelyen az látszik, hogyan "hekkeli meg" és tölti ki sorra hamis adatokkal egy robot a kormány legújabb nemzeti konzultációs kérdőívét. A videót egy Nerbot névre hallgató felhasználó töltötte fel a YouTube-csatornájára, ahol összesen 25 órányi ilyen anyag szerepel. A program néhány másodperc alatt generál a kitöltéshez szükséges nevet, életkori adatot és e-mail címet, így a 25 óra alatt összesen 9-10 ezer alkalommal adhatta le a kérdőívet minden gond nélkül. "Mondhatnak bármit, ezek után az egész tényleg hiteltelen és csak az agymosásról szól" – kommentálta Facebook-oldalán a felvételt Hadházy. A robot fejlesztője felhívta a figyelmet arra, hogy a weboldalon nem működött a tömeges, robot általi kitöltések megakadályozására szolgáló alapvető védelem, ezért a legelemibb programozói tudás is elég volt ahhoz, hogy automatizálni tudja a kitöltéseket. A kormány válaszul feljelentést tett a robot készítője ellen információs rendszer vagy adat megsértése vádjával, ám az ügyészség szerint "a vádemelés kérdésében egyelőre nem lehet megalapozottan dönteni".
2021. július 26-án ismét bebizonyosodott, hogy a konzultációs weboldal továbbra sem tartalmazza az alapvető reCaptcha védelmet, ezért robotok által még most is automatikusan kitölthető. Erre ezúttal Tomanovics Gergely civil aktivista hívta fel a figyelmet, aki YouTube-csatornáján fél napon keresztül közvetítette élőben, ahogy az általa írt, NERbot 2.0-nak nevezett robot átlagosan 10 másodpercenként tölti ki véletlenszerűen generált nevekkel és e-mailcímekkel az online konzultációs ívet. A robot készítője a 444-nek elmondta, hogy célja az volt, hogy felhívja a figyelmet arra, milyen könnyen manipulálható a rendszer. A kormány ismét feljelentést tett, és ekkor derült ki, hogy a kormány állításával ellentétben még a 2020-as első NERbot ügyében sem történt vádemelés.
2024 elején Hadházy Ákos, Heindl Péter jogász és a Magyar Kétfarkú Kutya Párt közösen beadványt küldtek a Nemzeti Választási Bizottság részére, amelyben tételesen összefoglalták a „szuverenitásvédelmi" konzultáció számos elemét, amelyek szerintük a nemzetközi emberi jogi egyezménybe és a hazai választási törvényekbe egyaránt ütköznek.

## A konzultációk kérdőívei

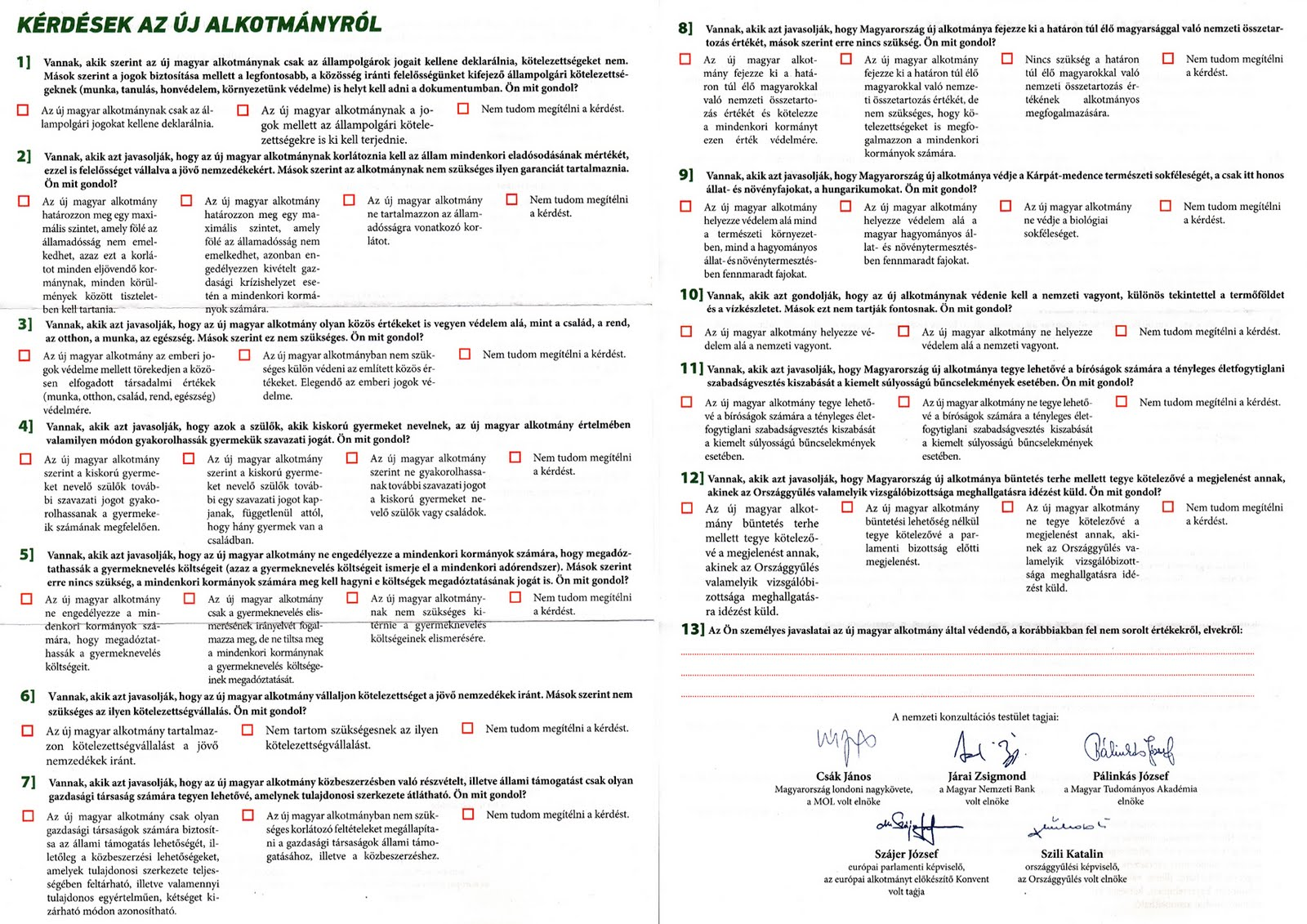
Kérdések az új alkotmányról (2011)
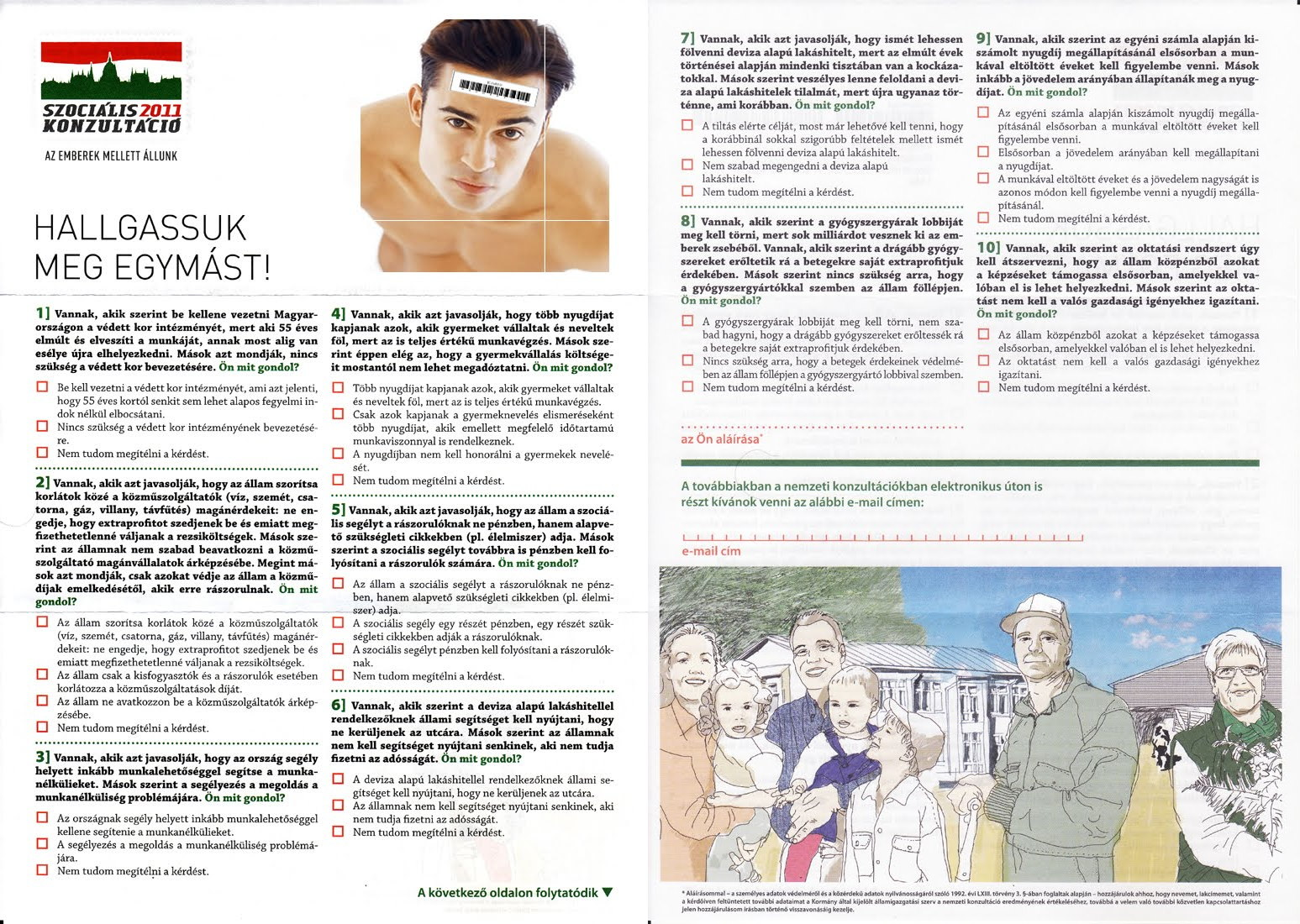
Szociális konzultáció – Hallgassuk meg egymást (2011)
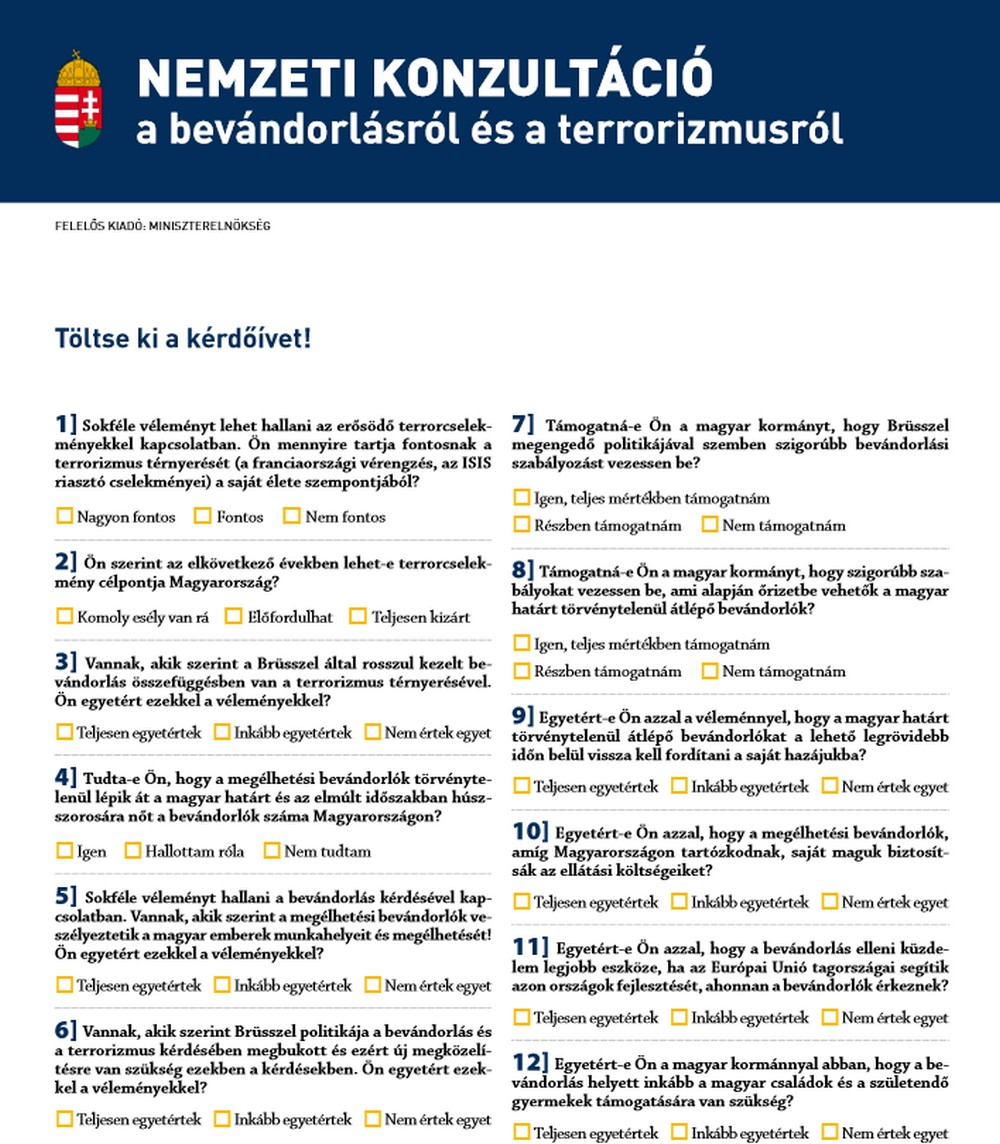
Nemzeti konzultáció – a bevándorlásról és a terrorizmusról (2015)
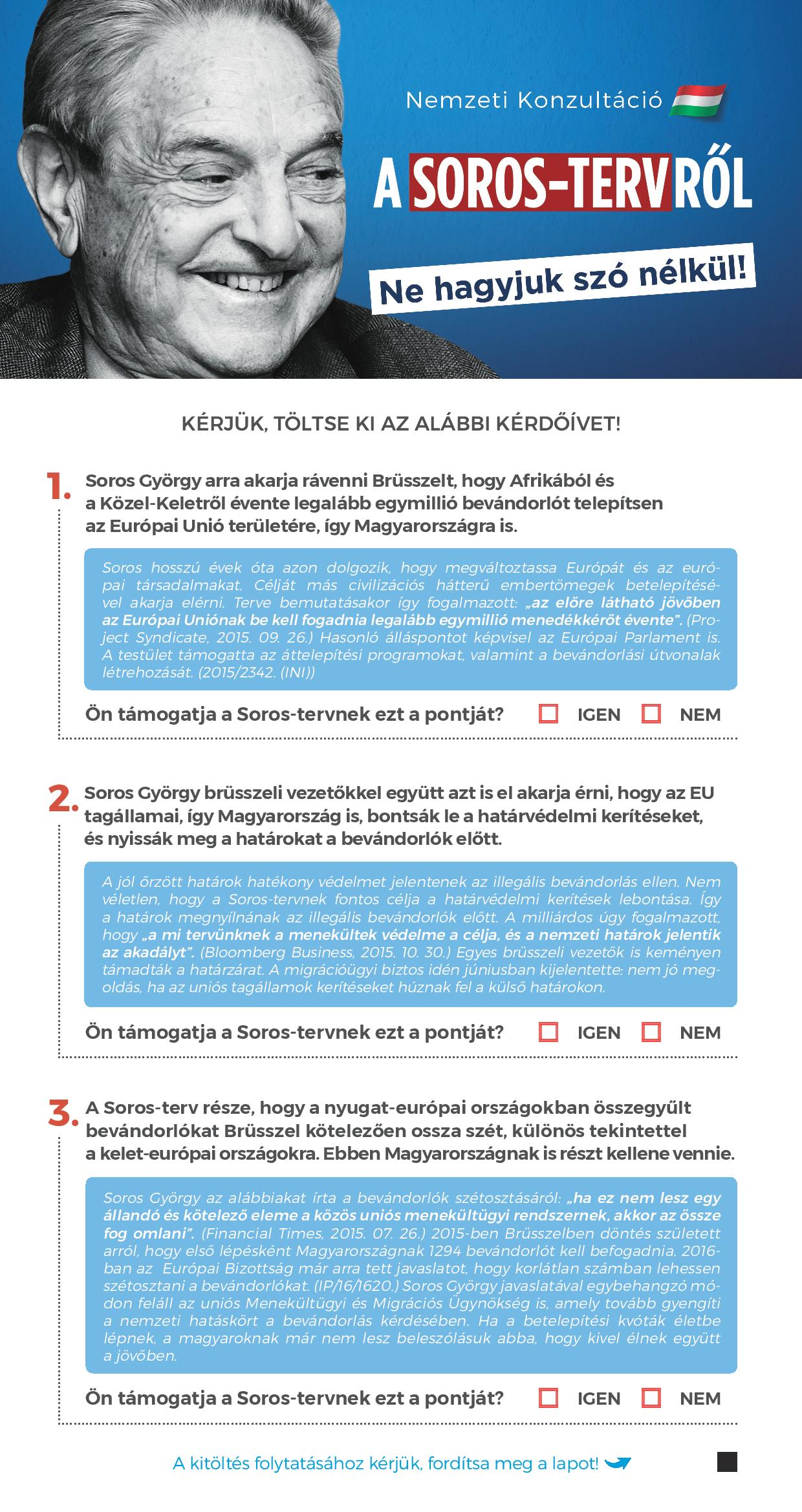
Ne hagyjuk szó nélkül  (2017)